# František Zedníček
František Zedníček (5. ledna 1913 Písek – po roce 1985 Praha[zdroj?]) byl český malíř, grafik, ilustrátor a vysokoškolský pedagog.

## Život a kariéra
František Zedníček se narodil v Písku v rodině krejčího Josefa Zedníčka a jeho ženy Josefy rodem Charvátové z Velké Turné. Po studiích na píseckém gymnáziu v letech 1935–1939 absolvoval studia architektonické a výtvarné tvorby na Českém vysokem učení technickém v Praze, titul však nezískal, protože v roce 1939 byly vysoké školy uzavřeny. Po druhé světové válce pracoval na Slovensku.
Jako výtvarník se v letech 1955–1956 se svými někdejšími spolužáky podílel na výzdobě hotelu International v Dejvicích.
Jako pedagog vyučoval od roku 1956 užité umění (později byl obor přejmenován na výtvarnou výrobu). Předmět zahrnoval různé techniky uměleckých řemesel, jako sklářství, keramiku, intarzii, techniky nástěnné malby (například stucco lustro nebo sgrafito) na Vysoké škole pedagogické v Praze. Dosáhl hodnosti docenta a roku 1957 napsal opakovaně vydávaná skripta.

## Publikace
- Výtvarná tvorba. Státní pedagogické nakladatelství Praha 1957
- Užitá tvorba. Státní pedagogické nakladatelství Praha 1975

## Pozůstalost
- Jeho písemná pozůstalost je uložena v literárním archivu Památníku národního písemnictví v Praze.

## Dílo
Vedle komorní tvorby tvořil i pro veřejný prostor. Jeho díla nalezneme především v jeho rodišti v jihočeském městě Písek.
Před druhou světovou válkou vytvořil mozaiku znaku města Písek, která byla umístěna na funkcionalistickou budovu na adrese Velké náměstí 21. V roce 1940 provedl dle návrhu stavitele Ivo Beneše výzdobu domu U Stříbrných denárů na adrese Drlíčov 8. Zedníčkovy je připisována dlouhá do modra laděná freska mezi prvním a druhým podlažím nazvaná Zlatý Písek. Zobrazuje řeku Otavu, historické jádro města a mapu městu. V textu je odkaz na místní píseň Když jsem já šel tou Putimskou branou a další nápisy vztahující se k Drlíčovu. K poválečné tvorbě pak patří sada tří pásů sgrafit na administrativní budově Jitexu v ulici U Vodárny, která vznikla v roce 1956.

## Galerie

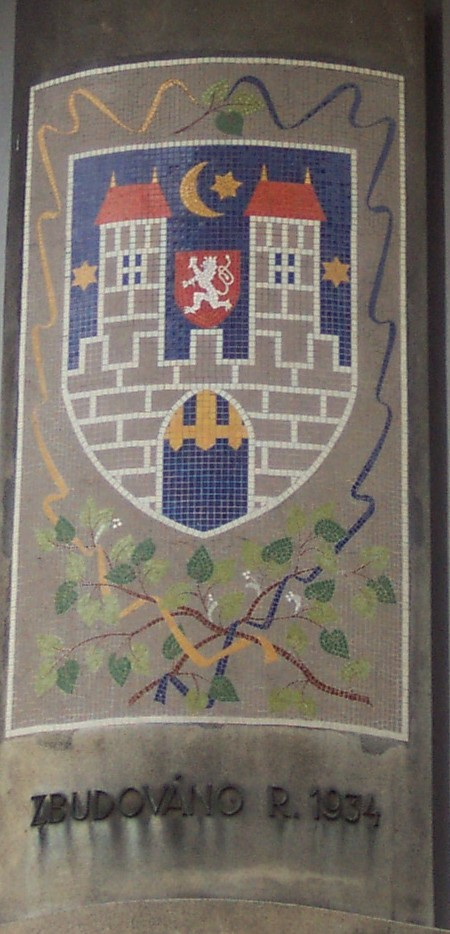
Mozaika znaku města Písku umístěná na domě na Velkém náměstí před druhou světovou válkou
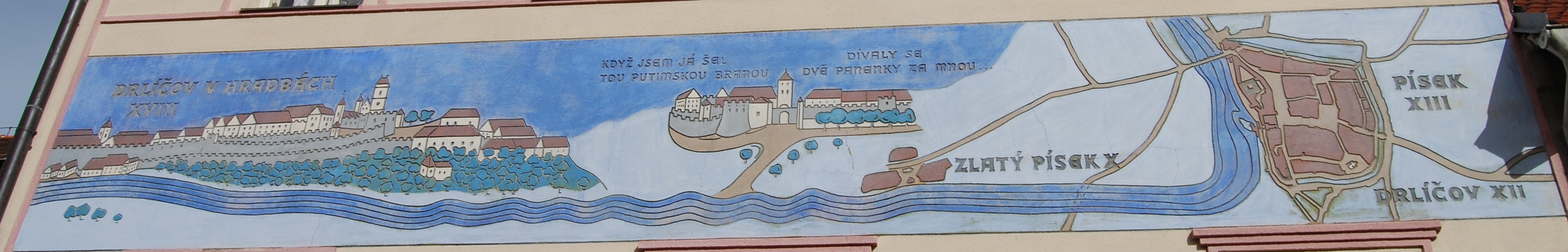
Reliéf Zlatý Písek (1940) na domě v ulici Drlíčov
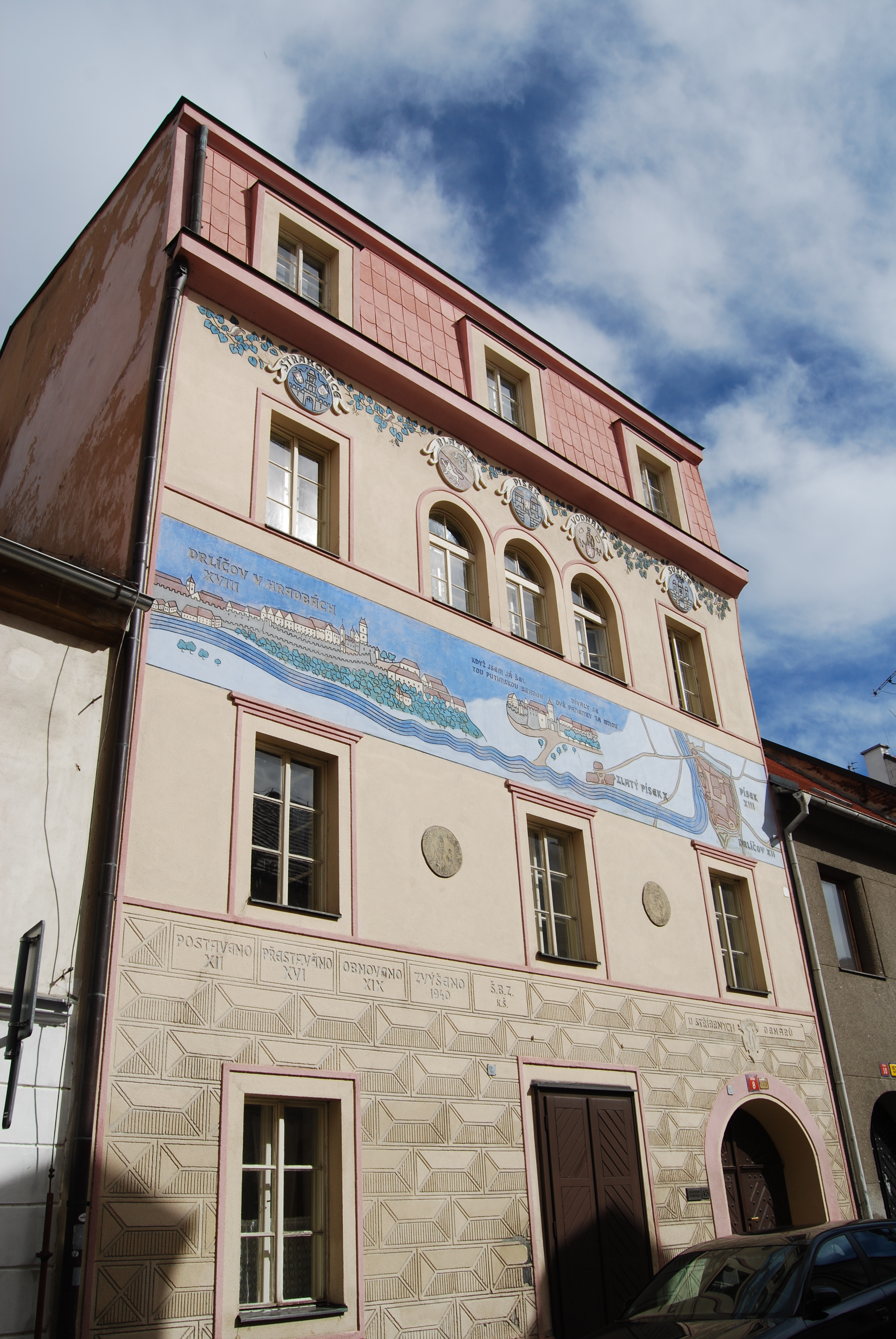
Pohled na celý dům
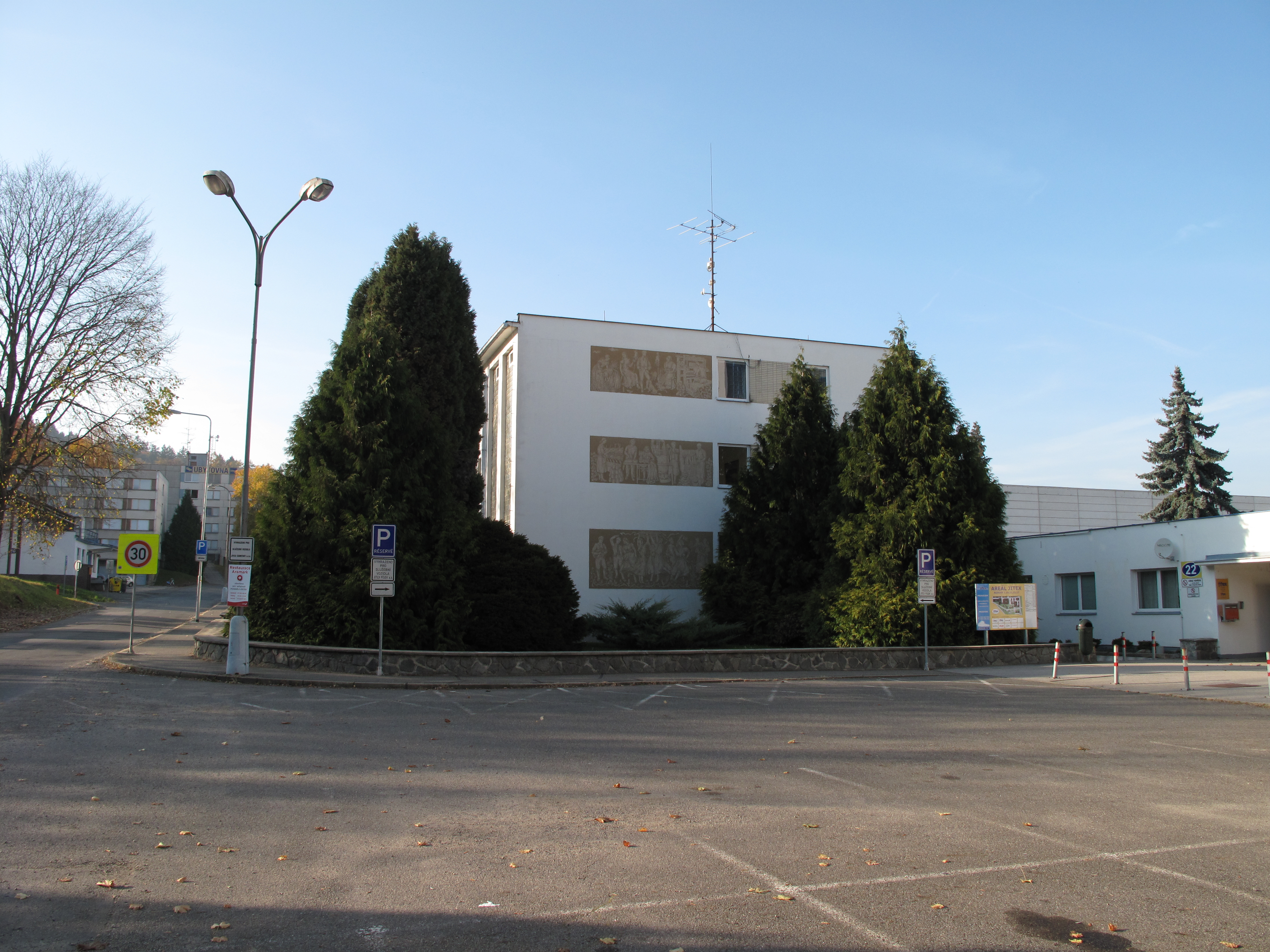
Administrativní budova Jitexu se třemi reliéfy od Františka Zedníčka (1956)
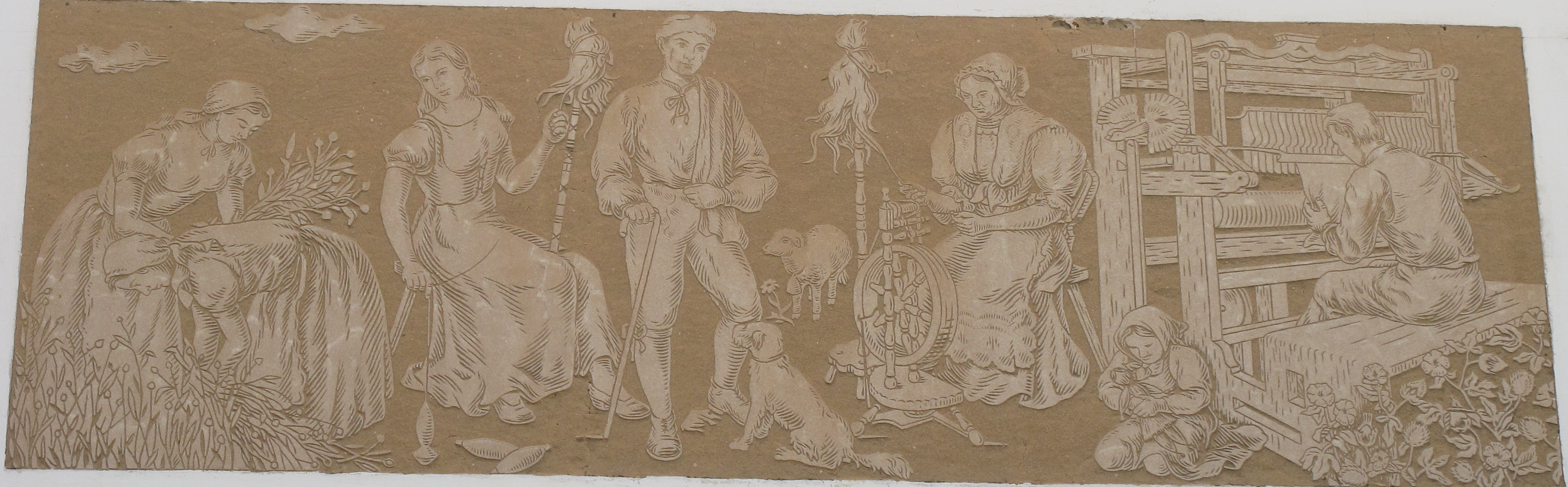
Nejvyšší reliéf
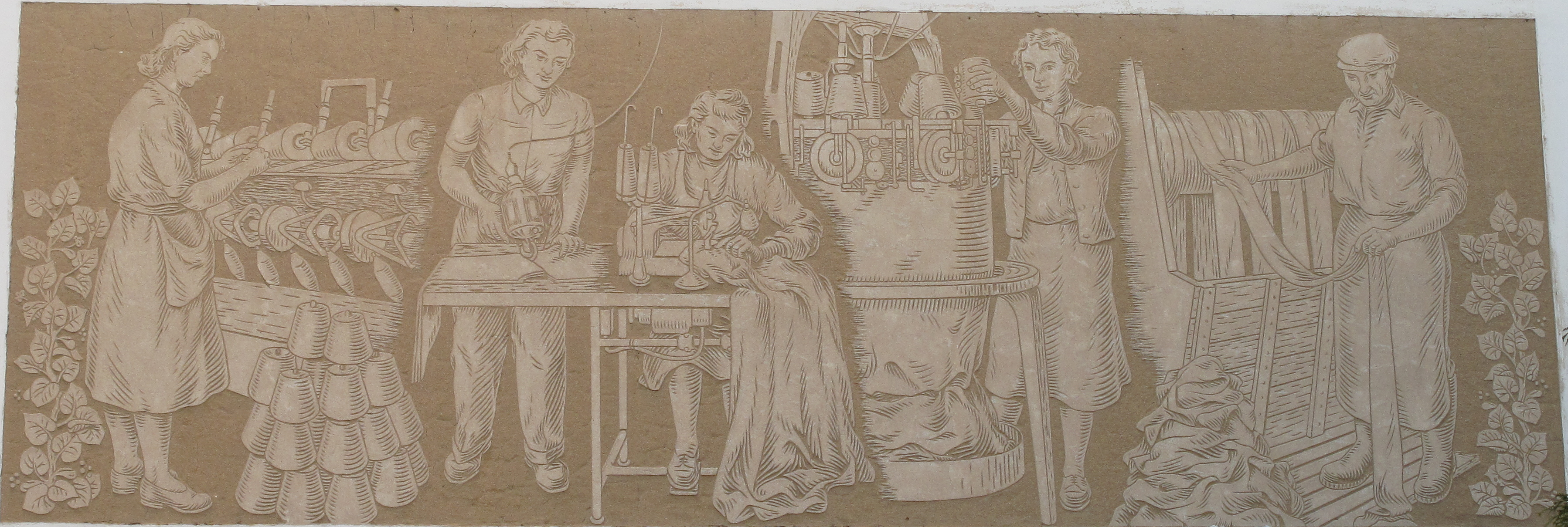
Prostřední reliéf
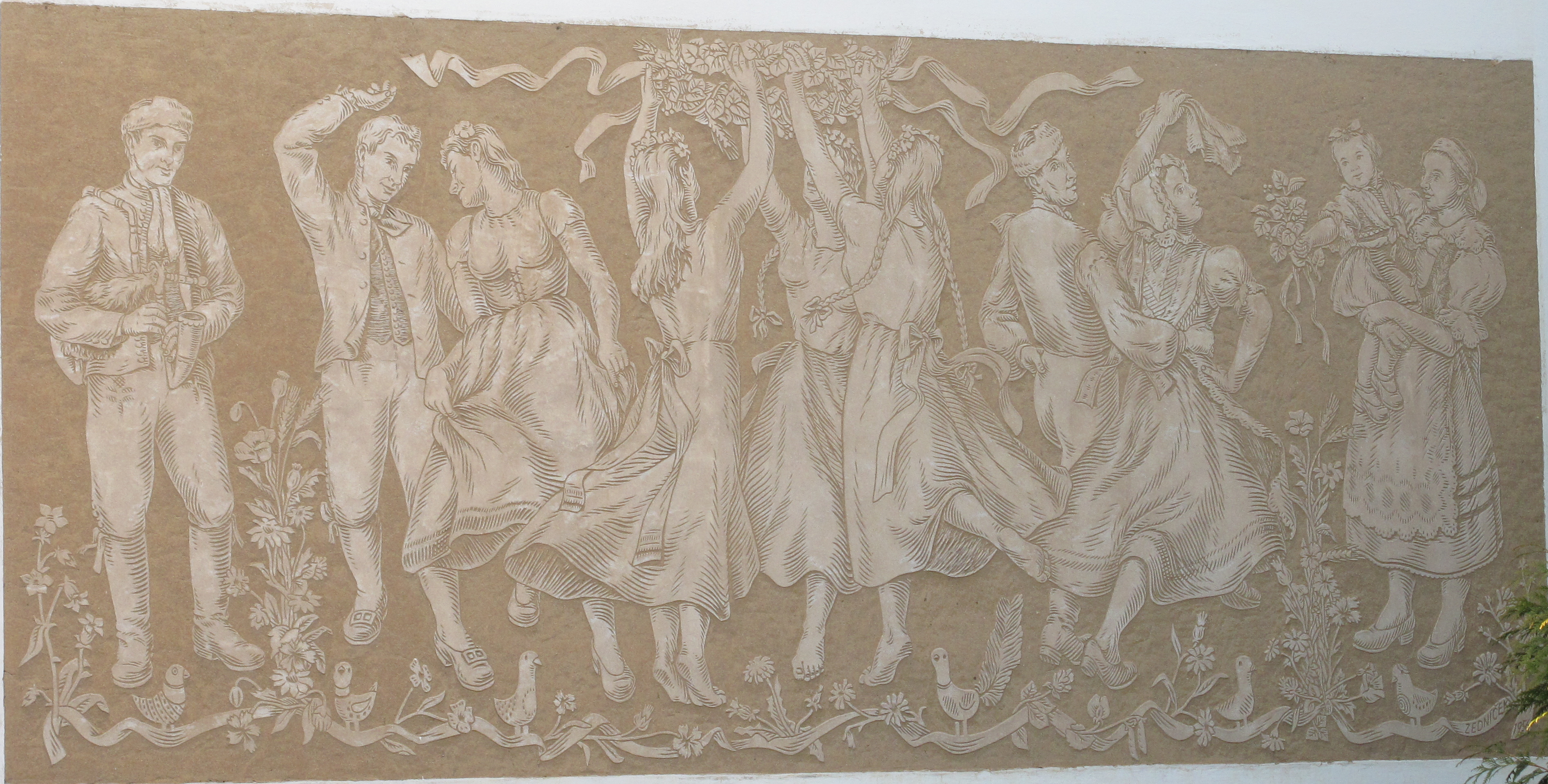
Nejspodnější reliéf